# Russische Poolbillard-Meisterschaft 2017
Die russische Poolbillard-Meisterschaft 2017 war ein Poolbillardturnier, das vom 19. bis 25. November 2017 im Playpool in Sankt Petersburg (Russland) ausgetragen wurde. Ermittelt wurden die nationalen Meister in den Disziplinen 8-Ball, 9-Ball, 10-Ball und 14/1 endlos.
Kristina Tkatsch gewann als erste Spielerin alle vier Wettbewerbe und zog mit ihrem insgesamt neunten Meistertitel mit der Rekordsiegerin Darja Sirotina gleich. Zweimal setzte sie sich im Finale gegen Natalja Subzowa durch, im 10-Ball besiegte sie Walerija Truschewskaja mit 6:4 und im 8-Ball gewann sie mit 6:4 gegen Darja Sirotina.
Bei den Herren verlief die Meisterschaft ausgeglichener. Am erfolgreichsten war der 17-jährige Fjodor Gorst, der im 14/1 endlos durch einen 100:58-Finalsieg gegen Sergei Luzker erstmals russischer Meister wurde und sich anschließend zwei Silbermedaillen und einmal Bronze sicherte. Die weiteren Titel gewannen Andrei Seroschtan, Sergei Luzker und Konstantin Stepanow.

## Medaillengewinner
| Wettbewerb           | Gold                | Silber                 | Bronze              |
| -------------------- | ------------------- | ---------------------- | ------------------- |
| Herren – 14/1 endlos | Fjodor Gorst        | Sergei Luzker          | Konstantin Stepanow |
| Herren – 14/1 endlos | Fjodor Gorst        | Sergei Luzker          | Andrei Seroschtan   |
| Herren – 10-Ball     | Andrei Seroschtan   | Fjodor Gorst           | Witali Pawluchin    |
| Herren – 10-Ball     | Andrei Seroschtan   | Fjodor Gorst           | Alexander Jermakow  |
| Herren – 8-Ball      | Sergei Luzker       | Fjodor Gorst           | Konstantin Stepanow |
| Herren – 8-Ball      | Sergei Luzker       | Fjodor Gorst           | Alexander Jermakow  |
| Herren – 9-Ball      | Konstantin Stepanow | Andrei Seroschtan      | Iljas Chairullin    |
| Herren – 9-Ball      | Konstantin Stepanow | Andrei Seroschtan      | Fjodor Gorst        |
| Damen – 14/1 endlos  | Kristina Tkatsch    | Natalja Subzowa        | Darja Beljakowa     |
| Damen – 14/1 endlos  | Kristina Tkatsch    | Natalja Subzowa        | Darja Sirotina      |
| Damen – 10-Ball      | Kristina Tkatsch    | Walerija Truschewskaja | Walerija Popowa     |
| Damen – 10-Ball      | Kristina Tkatsch    | Walerija Truschewskaja | Darja Sirotina      |
| Damen – 8-Ball       | Kristina Tkatsch    | Darja Sirotina         | Wiktorija Gurowa    |
| Damen – 8-Ball       | Kristina Tkatsch    | Darja Sirotina         | Dina Fatychowa      |
| Damen – 9-Ball       | Kristina Tkatsch    | Natalja Subzowa        | Darja Sirotina      |
| Damen – 9-Ball       | Kristina Tkatsch    | Natalja Subzowa        | Olga Mitrofanowa    |